# Podbucze
Podbucze (niem. Friedrichsthal) – wieś w Polsce położona w województwie śląskim, w powiecie wodzisławskim, w gminie Godów.
W latach 1975–1998 miejscowość położona była w województwie katowickim.
Miejscowość została założona w 1773 roku na terenach Wodzisławskiego Państwa Stanowego przez hrabinę Sophie Caroline von Dyhrn ówczesną właścicielkę Dominium Wodzisławskiego w ramach tzw. kolonizacji fryderycjańskiej. 
Podbucze historycznie położone jest na Górnym Śląsku na ziemi wodzisławskiej.
Przez miejscowość przebiega autostrada A1 (północ-południe), a konkretnie odcinek pomiędzy węzłami Mszana i Gorzyce.

## Nazwa
W alfabetycznym spisie miejscowości na terenie Śląska wydanym w 1830 roku we Wrocławiu przez Johanna Knie wieś występuje pod obecną, polską nazwą Podbucze oraz nazwą niemiecką Friedrichsthal.